# Атанагилд
Атанагилд је визиготски краљ у Хиспанији који је владао између 554. и 567. године. На престо је дошао уз помоћ византијске флоте коју му је цар Јустинијан I послао у помоћ. Потпомогнут Византинцима, убио је Агилу I у Севиљи 554. године и заузео његово место на визиготском престолу.
Међутим, Византинци нису имали намеру да се повуку са територија које су освојили. Атанагилд је повратион неколико градова, међутим, био је присиљен да остави Византинцима велики део хиспанске Бетике (данас Андалузија) и неколико градова — Картахену, Малагу и Кордобу, византијском гувернеру Либерију, који је следећих година настојао да прошири тај „поклон“. Византинци су у Хиспанији основали своју провинцију Спанију, и ту остали следећих 70 година. Хиспанороманско становништво, које је припадало правоверном хришћанству, подржало је византијског гувернера.
Иако је током своје владавине морао да се бори против Византије, Франака и Свева, као и против Баска у Пиринејима, Атанагилд је ојачао своје краљевство тиме што се помирио са правоверним хришћанима које су његови аријански претходници прогонили. Када је краљ Свева такође прихватио ортодоксно хришћанство 560, Атанагилд и визиготско племство су остали усамљени и изоловани у свом аријанизму.
Атанагилд је био ожењен Госвинтом која му је дала две кћерке које су се удале за два франачка краља, Брунхилда (удата за Зигеберта I, краља Аустрасије и Галсвинта, удата за Хилперика I, краља Неустрије који је отерао своју прву жену како би се оженио Галсвинтом, коју је на крају наредио да се убије, што је изазвало четрдесетогодишњи рат између Аустрасије и Неустрије.
Атанагилд је умро природном смрћу у свом кревету, крајње необично за оно доба. Наследили су га његова браћа, Леогвилд и Лиува I.